# Fat City (romance)
Fat City é um romance de Leonard Gardner publicado em 1969. Embora este seja o único romance que publicou, seu prestígio tem crescido consideravelmente desde a publicação de uma aclamação da crítica por Joan Didion e Percy Walker, entre outros. O livro é considerado um clássico da ficção do boxe.
O romance foi adaptado para um célebre filme homônimo dirigido por John Huston, em 1972.